# Theridion bergi
Theridion bergi là một loài nhện trong họ Theridiidae.
Loài này thuộc chi Theridion. Theridion bergi được Herbert Walter Levi miêu tả năm 1963.